# Brussels Black Angels 2019
Questa voce raccoglie le informazioni riguardanti i Brussels Black Angels nelle competizioni ufficiali della stagione 2019.

## Prima squadra

### BAFL Elite Division 2019

#### Stagione regolare
| Anderlecht 17 febbraio 2019, ore 13:30 | Brussels Black Angels | 28 – 6 | Liège Monarchs | Pedepark |

| Ostenda 3 marzo 2019, ore 14:00 | Ostend Pirates | 0 – 36 | Brussels Black Angels | Sportpark De Schorre |

| Anderlecht 17 marzo 2019, ore 14:00 | Brussels Black Angels | 61 – 13 | Charleroi Coal Miners | Pedepark |

| Tournai 7 aprile 2019, ore 14:00 | Wallonie Picarde Phoenix | 0 – 56 | Brussels Black Angels | Hall des Sports |

| Anderlecht 28 aprile 2019, ore 14:00 | Brussels Black Angels | 40 – 7 | Antwerp Argonauts | Pedepark |

| Beringen 12 maggio 2019, ore 14:00 | Limburg Shotguns | 12 – 42 | Brussels Black Angels | Shotgun Field |

| Anderlecht 2 giugno 2019, ore 14:00 | Brussels Black Angels | 54 – 0 | Brussels Tigers | Pedepark |

#### Playoff
| Anderlecht 15 giugno 2019, ore 14:00 | Brussels Black Angels | 51 – 0 | Liège Monarchs |  |

| Schaerbeek 30 giugno 2019 | Brussels Black Angels | 40 – 20 | Limburg Shotguns |  |

### Statistiche di squadra
| Competizione | %Vittorie | In casa | In casa | In casa | In casa | In casa | In casa | In trasferta | In trasferta | In trasferta | In trasferta | In trasferta | In trasferta | Totale | Totale | Totale | Totale | Totale | Totale |
| Competizione | %Vittorie | G       | V       | N       | P       | Pf      | Ps      | G            | V            | N            | P            | Pf           | Ps           | G      | V      | N      | P      | Pf     | Ps     |
| ------------ | --------- | ------- | ------- | ------- | ------- | ------- | ------- | ------------ | ------------ | ------------ | ------------ | ------------ | ------------ | ------ | ------ | ------ | ------ | ------ | ------ |
| Campionato   | 1.000     | 4       | 4       | 0       | 0       | 183     | 26      | 3            | 3            | 0            | 0            | 134          | 12           | 7      | 7      | 0      | 0      | 317    | 38     |
| Playoff      | 1.000     | 2       | 2       | 0       | 0       | 91      | 20      | 0            | 0            | 0            | 0            | 0            | 0            | 2      | 2      | 0      | 0      | 91     | 20     |
| Totale       | 1.000     | 6       | 6       | 0       | 0       | 274     | 46      | 3            | 3            | 0            | 0            | 134          | 12           | 9      | 9      | 0      | 0      | 408    | 58     |

## Seconda squadra

### BAFL Development League 2019

#### Stagione regolare
| Verviers 2 marzo 2019, ore 16:00 | Brussels Black Angels 2 | 20 – 0 | Soumagne Raptors |  |

| Soumagne 9 marzo 2019, ore 12:00 | Verviers Mustangs | - – - (annullata) | Brussels Black Angels 2 |  |

| Verviers 23 marzo 2019, ore 16:00 | COF Atomics | 8 – 50 | Brussels Black Angels 2 |  |

| 30 marzo 2019 | Brussels Black Angels 2 | - – - (annullata) | Soumagne Raptors |  |

| Verviers 13 aprile 2019, ore 16:00 | Brussels Black Angels 2 | 44 – 6 | COF Atomics |  |

| Berchem-Sainte-Agathe 27 aprile 2019, ore 15:00 | Verviers Mustangs | 14 – 14 | Brussels Black Angels 2 |  |

| Soumagne 4 maggio 2019, ore 12:00 | Brussels Black Angels 2 | 8 – 32 | Verviers Mustangs |  |

| Berchem-Sainte-Agathe 11 maggio 2019, ore 15:00 | Soumagne Raptors | 7 – 42 | Brussels Black Angels 2 |  |

| 25 maggio 2019 | Brussels Black Angels 2 | - – - (annullata) | COF Atomics |  |

### Statistiche di squadra
| Competizione | %Vittorie | In casa | In casa | In casa | In casa | In casa | In casa | In trasferta | In trasferta | In trasferta | In trasferta | In trasferta | In trasferta | Totale | Totale | Totale | Totale | Totale | Totale |
| Competizione | %Vittorie | G       | V       | N       | P       | Pf      | Ps      | G            | V            | N            | P            | Pf           | Ps           | G      | V      | N      | P      | Pf     | Ps     |
| ------------ | --------- | ------- | ------- | ------- | ------- | ------- | ------- | ------------ | ------------ | ------------ | ------------ | ------------ | ------------ | ------ | ------ | ------ | ------ | ------ | ------ |
| Campionato   | .750      | 3       | 2       | 0       | 1       | 72      | 38      | 3            | 2            | 1            | 0            | 106          | 29           | 6      | 4      | 1      | 1      | 178    | 67     |
| Totale       | .750      | 3       | 2       | 0       | 1       | 72      | 38      | 3            | 2            | 1            | 0            | 106          | 29           | 6      | 4      | 1      | 1      | 178    | 67     |